# Palliduphantes longiseta
Palliduphantes longiseta là một loài nhện trong họ Linyphiidae.
Loài này thuộc chi Palliduphantes. Palliduphantes longiseta được Eugène Simon miêu tả năm 1884.